# Nenad Kljaić

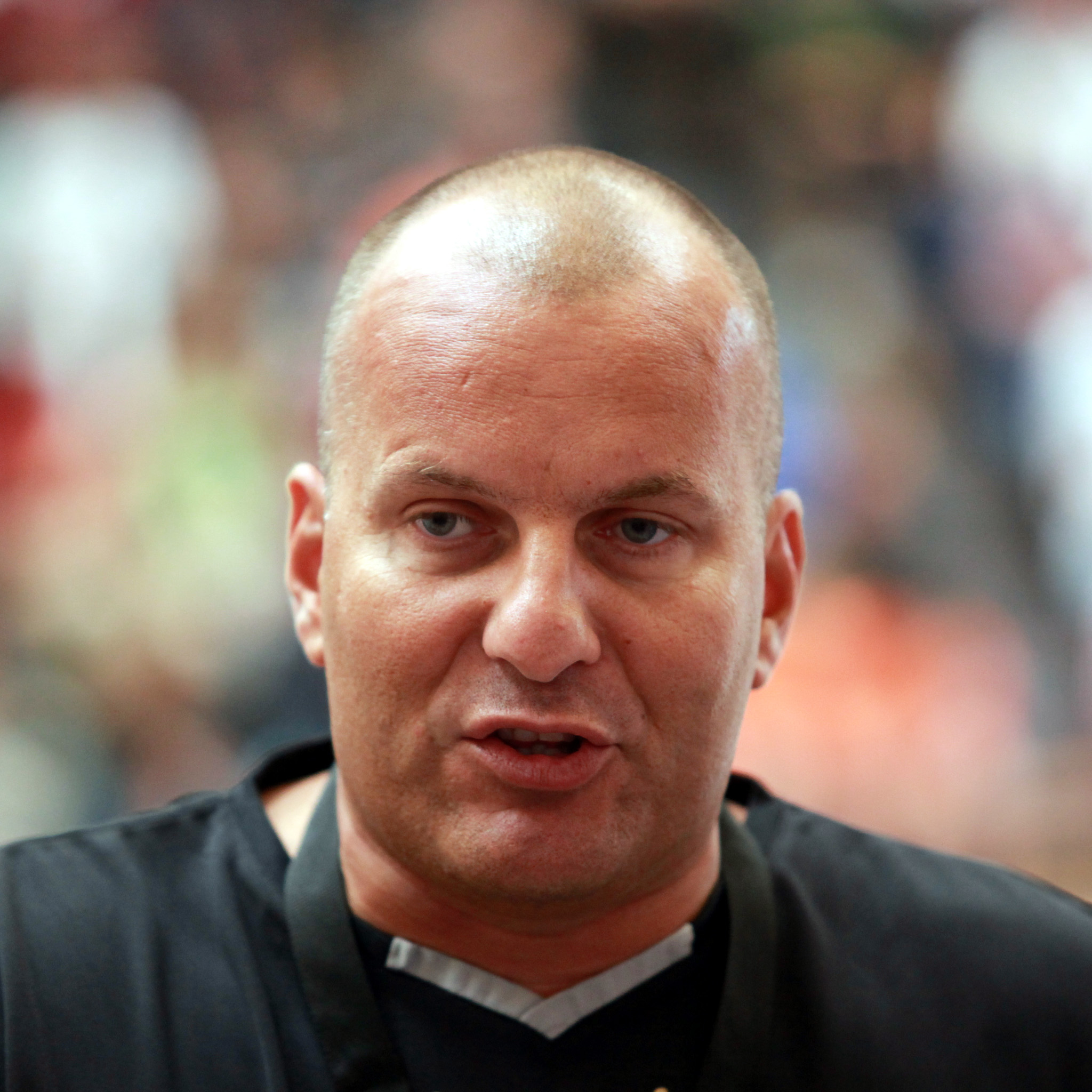
Nenad Kljaić (2010)

Nenad Kljaić (Zagreb, 21 december 1966) is een voormalig Kroatisch handballer en huidig handbalcoach van RK Zagreb, waar hij als speler ook lange tijd actief was.
Op de Olympische Spelen van 1996 in Atlanta won hij de gouden medaille met Kroatië.
Zijn vader, Velimir, was ook een succesvol handballer.

## Spelerscarrière
- -1994: RK Zagreb
- 1994-2000: TV Großwallstadt
- 2000-2006: RK Zagreb

## Trainerscarrière
- 2006-2007: RK Zagreb
- maart 2009-heden: RK Zagreb

Patrik Čavar · Valner Franković · Slavko Goluža · Bruno Gudelj · Vladimir Jelčić · Božidar Jović · Nenad Kljaić · Venio Losert · Valter Matošević · Zoran Mikulić · Alvaro Načinović · Goran Perkovac · Iztok Puc · Zlatko Saračević · Irfan Smajlagić · Vladimir Šujster